# 라우라 모란테
라우라 모란테(Laura Morante, 1956년 8월 21일 ~ )는 이탈리아의 배우이다. 2001년 영화 《아들의 방》으로 다비드 디 도나텔로상 여우주연상을 수상했다.

## 작품 목록
- 바보같은 자의 비극 (1981)
- 아들의 방 (2001)
- 리멤버 미 (2003)
- L'amore è eterno finché dura (2004)
- 몰리에르 (2007)
- 인크레더블 (2004; 이탈리아어 더빙)
- 체리 온 더 케이크 (2012; 감독 데뷔)